# Christian Hoischen
Christian Hoischen (* 1966 in Köln) ist ein deutscher Künstler.

## Biografie
Hoischen studierte von 1989 bis 1995 an der Hochschule für Künste Bremen, von 1996 bis 1997 an der Universität der Künste Berlin und war Meisterschüler bei Katharina Sieverding. 1998 erhielt er den Bremer Förderpreis für Bildende Kunst.
Er lebt und arbeitet in Berlin.

### Werk
Christian Hoischens Arbeiten sind von einem alles durchdringenden Eklektizismus geprägt, angefangen beim Material: Ein Verbund aus Karbonfaser, Glasfaser und Epoxid, geben den Bildern ihren technoiden objekthaften Charakter, was sich aus Hoischens Arbeiten als Bildhauer ableiten lässt. In verfremdeten Autos, Lampen oder abstrakten Assemblagen balanciert er zwischen Ready-Made, Design und Kunstfigur – Dinge, die seltsam belebt erscheinen, als wären sie an einem Filmset zurückgelassen.
Auch in Hoischens Malerei scheint der Mensch an- und abwesend zugleich. Seine Motive, die er mit einem Blick für Altbekanntes aus der Medienwelt rekrutiert, transportieren eine fragmentierte Vergangenheit, sei es Barock, Pop Art oder Psycho-Thriller. Diese Motive malt Hoischen in den materiellen Verbund ein. Das Resultat sind Überlagerungen von Signets voller kunst- und filmhistorischer Verweise: Caravaggios Der ungläubige Thomas trifft auf Romy Schneider, eingefasst von geometrischen Farbfeldern. Der Death-Metal-Schriftzug von David Lynchs Psychostreifen Inland Empire ziert schlafende Nackte vor einem Spiegel mit Goldrahmen. Ein leerer modernistischer Stuhl wirkt, als hätte ihn kurz zuvor einer von Francis Bacons Päpsten verlassen. Eine Rokokovase erinnert an eine Urne. Tatsächlich ist Hoischens Malerei eine sanft verschwommene, morbide Mischung aus Gothic-Kitsch und Pop Collage, ergänzt durch Flecken und Farbkleckse, die sich wie informelle Fußnoten über das fahle Licht der Freiflächen verteilen. Selbst atelierfrische Bilder wirken daher wie ramponierte Zeugnisse der Postmoderne. Verfall und Historismus, die klassischen Themen der Dekadenz-Ära gegen Ende des 19. Jahrhunderts, kondensiert Hoischen in einer Sprache, die das 21. Jahrhundert als Wiedergänger dieser Zeit entlarvt.

### Werke in Sammlungen
Werke von Christian Hoischen befinden sich unter anderem in der Sammlung Alison & Peter W. Klein in Eberdingen-Nussdorf, der Thyssen-Bornemisza Collection in Wien, der David Roberts Collection in London, der Sammlung Hölzel in Berlin, der Burger Collection in Zürich und Hongkong, der Kraus (Jill & Peter S. Kraus) Collection in New York und in privaten Sammlungen.
Für die repräsentativen Foyers und die Lobby des Palais Varnhagen Berlin hat Hoischen 2017 einen Zyklus entworfen, der sich mit den geistesgeschichtlichen Kosmos der Namenspatronin des Gebäudes, Rahel Varnhagen, ihren Salons, Freundschaften und kulturellen Beziehungen beschäftigt.

### Kollaborationen
Seit 2017 arbeitet Christian Hoischen mit dem Fotografen Oliver Mark in einer Collaboration Hoischen / Mark. Die Zusammenarbeit ist nach Chiara Thies von „Kritik und Korrektur“ geprägt, „bis jegliche Gewissheit zertrümmert ist. Erlösung bietet erst der Witz.“

## Stipendien und Preise
- 2005/06: Else-Heiliger-Stipendium, Konrad-Adenauer-Stiftung, Berlin
- 2000: Arbeitsstipendium für Bildende Kunst der Senatsverwaltung für Wissenschaft, Forschung und Kultur, Berlin AWARDS
- 1998: Bremer Förderpreis
- 1997: Postgraduierten-Stipendium

## Ausstellungen

Ansicht der Ausstellung Geklärt im rechten Winkel, Galerie Thumm, Berlin 2008

### Einzelausstellungen
- 2012: Ohne Zweifel – Thumm, Berlin[5]
- 2010: New works / Showroom – Thumm, Berlin[5]
- 2008: Geklärt im rechten Winkel – Thumm, Berlin[6]
- 2007: Jagdszenen aus Niederbayern – Leslie Fritz Gallery, New York City, USA
- 2006: Eigenartige Geschäfte und Johnny im Wachkoma – Thumm, Berlin[5]
- 2006: Christian Hoischen – Philipp von Rosen Galerie, Köln[7]
- 2002: Christian Hoischen – Depot (Abrieb und Beschleunigung II) – Galerie Kapinos, Berlin[8]
- 2000: Christian Hoischen – Abrieb und Beschleunigung – Galerie Kapinos, Berlin[8]

### Teilnahme an Gruppenausstellungen
- 2018: Ein Turm von Unmöglichkeiten, Salon Hansa im Glockenturm der Galerie König Berlin[9]
- 2018: Eine Reise nach Kythera, kuratiert von Kateryna Borysova, Jérôme Chazeix, Nina Maria Küchler, Johanna Silbermann[10]
- 2018: Der kleine Tod und das pralle Leben | Oliver Mark & Christian Hoischen, Martin Timmermann – pavlov's dog, Berlin[11]
- 2017: LA TABLE RONDE – Diskurs Berlin, kuratiert v. Peter Ungeheuer[12]
- 2017: Wir nennen es Arbeit – Opere Scelte Art Gallery Torino, Italien, kuratiert v. Jan Muche & Sven Drühl[13]
- 2017: ELEVATION – in den Tiefen der Oberfläche, Kunstverein KISS / Kunst im Schloss, Untergröningen[14]
- 2015: Salon Hansa – Um Fleisch auf die Nerven zu bekommen – Kunstverein Familie Montez, Frankfurt a. M.[15]
- 2015: Drive the Chance – 100plus, Zürich, Schweiz
- 2014: LOITERING WITH INTENT – Galerie Börgmann, Mönchengladbach[16]
- 2013: Cinque Garzoni II – Piccola Germania – Cinque Garzoni, Venedig, Italien[17]
- 2013: Pophits & Alptraum – Artspace RheinMain, Offenbach[18]
- 2012: Sno 86 – Berlin Non Objective – SNO – Sydney Non Objective Group, Sydney, Australien[19]
- 2012: Choses vues à Droite et à Gauche (sans lunettes) – Ballhaus Ost, Berlin
- 2011: I Am A Berliner – The Helena Rubinstein Pavilion for Contemporary Art, Tel-Aviv, Israel[20]
- 2011: 1st Biennale of Painting – I am a Berliner – HDLU / Kroatische Biennale, Zagreb, Kroatien[21]
- 2011: L'oiseau présente: Ceci n´est pas abstrait. – Ballhaus Ost, Berlin[22]
- 2010: EHF – Akademie der Konrad-Adenauer-Stiftung, Berlin
- 2010: Happy End – Kunsthalle Göppingen[23]
- 2010: Transzendenz Inc. – Autocenter Contemporary Art, Berlin[24]
- 2010: Group show – Thumm, Berlin[5]
- 2010: 1. Biennale für Internationale Lichtkunst Ruhr 2010 – Biennale für Internationale Lichtkunst, Unna
- 2009: Schickeria – High Society – Schickeria, Berlin[25]
- 2009: Summer Show in April Weather – Thumm, Berlin[5]
- 2009: Altes Europa – Schickeria, Berlin[26]
- 2008: Vertrautes Terrain – Aktuelle Kunst in und über Deutschland – ZKM Karlsruhe[27]
- 2007: Hängung #2 – Malerei – Sammlung Alison & Peter W. Klein, Eberdingen-Nussdorf
- 2007: As Time Goes By – Städtische Galerie Bremen[28]
- 2006: Rio – Artnews Projects, Berlin[29]
- 2006: Steiler Konter – Magazin 4 – Bregenzer Kunstverein, Österreich[30]
- 2006: Ballermann – Die Ausstellung – Kunsthalle zu Kiel[31]
- 2006: SPEED – Thumm, Berlin[32]
- 2005: Else-Heiliger-Fonds – Ein Überblick 2005 – Akademie der Konrad-Adenauer-Stiftung, Berlin[33]
- 2005: Lehmbruck-Museum, Duisburg
- 2005: Intercity: Berlin – Prag – Haus am Waldsee, Berlin[34]
- 2004: gone fishing – Thumm, Berlin
- 2004: Christian Hoischen / Ralf Ziervogel – The World and the Appropriate – Thumm, Berlin
- 2003: Foreign Affairs Berlin – TENT – Centrum Beeldende Kunst, Rotterdam[35]
- 2002: Elvis Has Just Left the Building – Künstlerhaus Bethanien, Berlin
- 2002: Elvis Has Just Left the Building – Perth Cultural Centre, Australien
- 1999: German Open 1999 – Gegenwartskunst in Deutschland – Kunstmuseum Wolfsburg[36]
- 1999: Independence Day – Kunst-Werke Berlin – KW Institute for Contemporary Art
- 1998: sehen sehen – Loop – Raum für aktuelle Kunst, Berlin[37]
- 1996: 2. Werkleitz Biennale – Cluster Images – Werkleitz Gesellschaft e.V., Halle, Saale[38]